# Escreve
Escreve é uma canção da cantora brasileira Fernanda Brum, com composição de Pastor Lucas. Foi lançada como single nas plataformas digitais em 16 de julho de 2021 e foi o primeiro single da cantora do álbum "Do Éden ao Éden".

## Antecedentes
Em 17 de julho de 2020, após o lançamento do videoclipe "Deus me Fez Vencer", Fernanda Brum anuncia sua saída da gravadora MK Music, na qual mantinha contrato desde 1995, com o lançamento de seu segundo álbum Meu Bem Maior. Em um vídeo publicado nas redes sociais, Fernanda agradeceu a MK pelos 25 anos de parceria, e demostrou estar animada com o que estava por vir. 
| “ | Aprouve a Deus me soprar para outros lugares. Eu agradeço à MK de todo o meu coração. Uma porta se abre e eu acabo entrando por esta porta com um novo time de sonhadores chamado Sony Music. Vamos sonhar juntos, e vamos levar a Palavra de Deus mais longe | ” |

Em outubro de 2020 a cantora lançou seu primeiro single pela gravadora, "Ar". Em dezembro do mesmo ano, Fernanda lança "Quando eu Chegar Lá". No ano seguinte, a cantora lança duas regravações: "Toda Morte Vencida Gera Vida", originalmente parte do musical "Hadassa" da CIA Nissi, e "Pra Onde a Gente Vai?", escrita e gravada primeiramente por Roka, amigo de Israel da cantora.

## Lançamento e Repercussão
O primeiro single foi a canção "Escreve", escrita pelo Pr. Lucas, lançado em 16 de julho de 2021. Em apenas 5 dias de lançamento, o áudio da música na plataforma YouTube Music alcançou mais de 500 mil visualizações e ficou entre as canções mais escutadas no YouTube. O videoclipe da música foi lançado um mês depois, em 24 de agosto. Em 6 de setembro a cantora anuncia o lançamento do segundo single do EP Do Éden ao Éden, "Jardim", que foi lançado em 18 de setembro.
Antes do lançamento do álbum, a cantora realizou um podcast intitulado "PodBrum" com uma série de mensagens que visavam explicar o conceito e a mensagem principal do projeto e das canções. A primeira mensagem, intitulada "Ele Veio Como Cordeiro e Voltará Como Leão", foi publicada no dia 29 de julho de 2021 e trazia referência à música "Escreve". No total foram 7 mensagem, sendo a última delas intitulada "O Jardim do Éden" e lançada em 7 de outubro de 2021.

## Composição
"A música Escreve é linda. Ela é inspirada na vida de João e do tempo em que ele esteve preso na Ilha de Patmos. Quando ele estava preso, Deus abriu o céu para ele e mostrou o trono Dele, mostrou um coral de anjos que cantando, Querubins, Serafins, foi uma visão maravilhosa. Essa é uma canção muito íntima de adoração com Deus."

—Fernanda Brum sobre a música "Escreve" e o conceito do álbum "Do Éden ao Éden".
Todas as faixas do EP estão baseadas nos textos de apocalipse. Fernanda conta que a ideia era fazer um álbum baseado no livro bíblico, mas que as canções se comunicassem com o público de maneira leve e congregacional. A faixa "Escreve" foi compostas pelo cantor e compositor gospel Pastor Lucas, á pedido de Fernanda Brum. Quando começou a selecionar as canções, a própria cantora conversou com diversos compositores sobre o tema arrebatamento e sua visão sobre ele.

## Videoclipe
"Escreve" recebeu um clipe no dia 24 de agosto de 2021, Maia de 1 mês após do lançamento em áudio, o clipe já conta com quase 3 milhões visualizações no YouTube, o clipe foi indicada ao Troféu Gerando Salvação como clipe do ano.
O videoclipe de "Escreve" foi considerado o melhor do ano de 2021 pela maior parte da equipe do portal Super Gospel, que realizaram uma lista com os destaques do ano no meio gospel.

## Lista de faixas
| Streaming e download digital |                      |                |         |  |
| N.º                          | Título               | Compositor(es) | Duração |  |
| 1.                           | "Escreve"            | Pastor Lucas   | 4:35    |  |
| 2.                           | "Escreve (Playback)" | Pastor Lucas   | 4:35    |  |

## Prêmios e indicações
A faixa "Escreve", pertencente a este EP, foi indicada ao Troféu Gerando Salvação 2021 na categoria "Videoclipe do ano". Na mesma premiação, Fernanda foi indicada na categoria "Cantora do ano".
O videoclipe de "Escreve" foi considerado o melhor do ano de 2021 pela maior parte da equipe do portal Super Gospel, que realizaram uma lista com os destaques do ano no meio gospel.
Troféu Gerando Salvação
| Ano  | Categoria         | Trabalho | Resultado |
| ---- | ----------------- | -------- | --------- |
| 2021 | Melhor videoclipe | Escreve  | Indicado  |

Restrospectiva Super Gospel 2021
| Ano  | Categoria    | Trabalho | Resultado |
| ---- | ------------ | -------- | --------- |
| 2021 | Melhor Clipe | Escreve  | TOP 1     |

## Desempenho Comercial

### Tabelas semanais
| Tabela musical (2021) | Melhor posição |
| --------------------- | -------------- |
| Super Gospel (Top 20) | 5              |

## Ficha técnica[17]
- Produção musical e arranjos: Emerson Pinheiro[18]
- Pianos e teclados: Emerson Pinheiro
- Guitarras: Duda Andrade
- Baixo: Dedy Coutinho
- Bateria: Renan Martins
- Teclados adicionais: Rafael Moraes
- Loops e synths: Thiago Dom

- Arranjo de metais e Sax Tenor: Danilo Sinna
- Sax Alto: Marcelo Martins
- Trompete: Jessé Sadoc e Jorginho Trompete
- Trombone: Aldivas Aires e Rafael Rocha

- Vocais: Danilo Mota, Gisele Sprocatti, Nathali, Alice Avlis, Fabio Martin, Talhes Cesar, Adiel Ferr e Luan Moura
- Produção vocal: Jairo Bonfim e Bruno Oliveira
- Arranjos vocais e ajustes vocais: Bruno Oliveira
- Fonoaudióloga: Lilian Azevedo
- Direção de backing vocal: Dedy Coutinho

- Gravado no Estúdio Ville no Rio de Janeiro, entre novembro de 2020 e maio de 2021
- Mixado em Temple Studio na Full Sail University, em Orlando
- Engenheiro de mixagem e de masterização: Darren Schneider

- Produção artística: Rebeca Kessler
- Fotos: Cabéra
- Designer: Leandro Filho
- Produção executiva: Sony Music
- Direção executiva: Mauricio Soares